# キリスト降架 (レンブラント、1634年)
『キリスト降架』（きりすとこうか、露: Снятие с креста、英: The Descent from the Cross）は、17世紀オランダ絵画黄金時代の巨匠レンブラント・ファン・レインが1634年にキャンバス上に油彩で制作した絵画である。プロテスタントの国オランダの教会には宗教的主題の作品は飾られていなかったので、委嘱された作品ではなく、レンブラント自身が個人的に触発されて描いたものである。画面下部中央に「Rembrandt. f . 1634」という画家の署名と制作年が記されている。1986年にレンブラント研究プロジェクト は工房の作品であると見なしたが、レンブラントの研究者エルンスト・ファン・デ・ウェテリンクは2015年にふたたびレンブラントに帰属した。作品はナポレオンの最初の妃ジョゼフィーヌ・ド・ボアルネのマルメゾン城のコレクションから購入され、1814年以来、サンクトペテルブルクのエルミタージュ美術館に所蔵されている。

## 作品

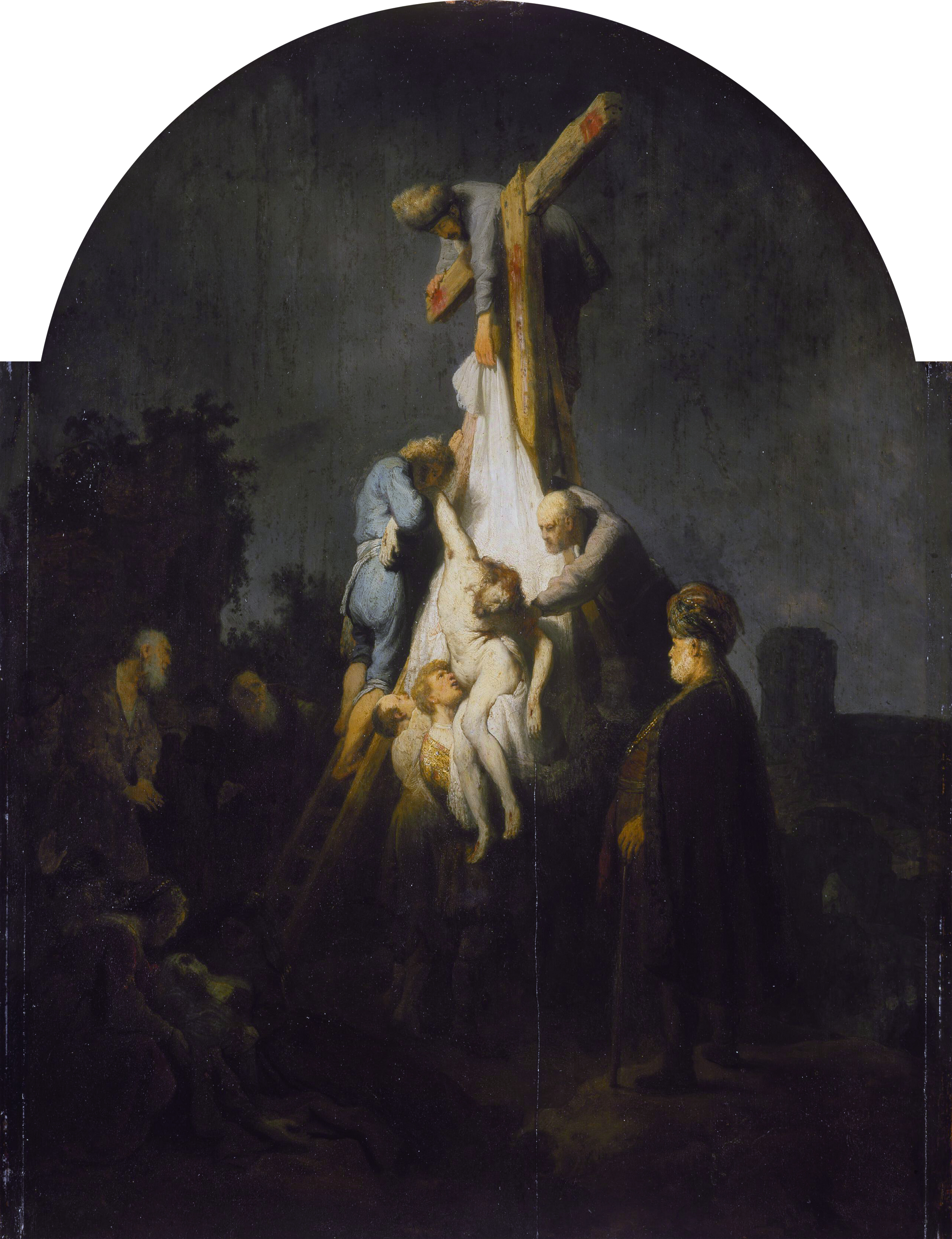
レンブラント『キリスト降架』 (1633年)、アルテ・ピナコテーク、ミュンヘン

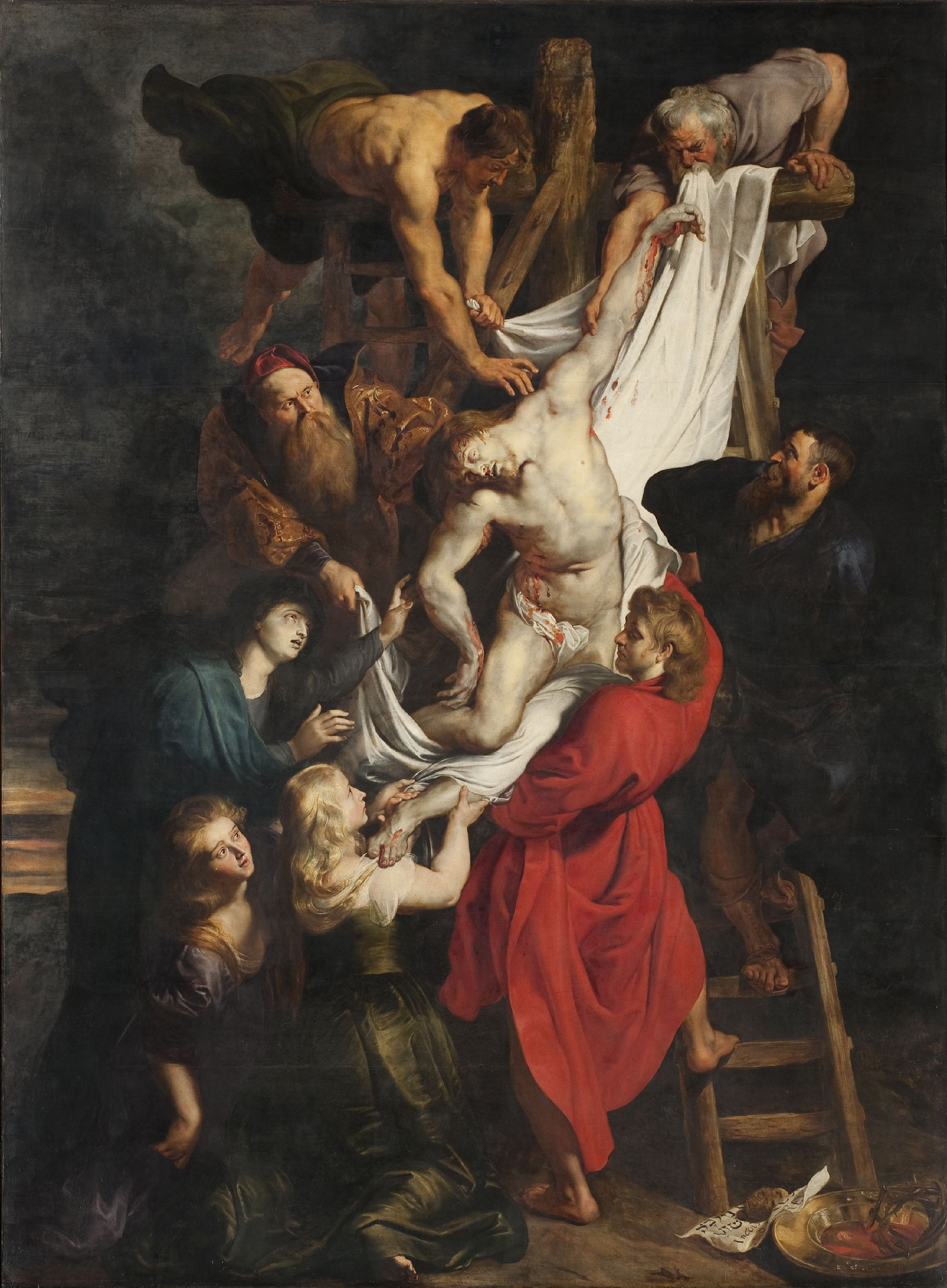
ルーベンス『キリスト降架』 (1611-1615年)、聖母大聖堂 (アントウェルペン)

本作は宗教的主題の中でよく取り上げられた場面を表しており、レンブラントは彼以前と以降のすべてのヨーロッパ絵画の巨匠たち同様、この場面を何度も描いた。彼は、本作の前年にも『キリスト降架』 (アルテ・ピナコテーク、ミュンヘン) を描いているが、ルーベンスが1611-1615年に制作した『キリスト降架』 (聖母大聖堂、アントウェルペン) を意識していることは明らかである。
このエルミタージュ美術館の『キリスト降架』では、人物の配置は非常に複雑である。混みあっている場面で、それぞれの人物は特殊な表情をしているが、大部分は感情に打ちひしがれている。この感情は、泣いている女性たちのあからさまな悲嘆、そして男性たちの内面の悲しみを示す静かで強張った表情によって示されている。イエス・キリストの母である聖母マリアは圧倒的な悲嘆で卒倒し、意識のない姿で表されている。彼女は、物理的にも精神的にもほかの人々によって支えられている。キリストはリアルに表現され、十字架から降ろされながら、その身体はぐったりと折曲がり、生命が失われていることを示している。キリストの身体は非常に丸みを帯びて、ほとんどルーベンス風であり、レンブラントがルーベンスの非常にたくましい人物像に影響を受けているのかという疑問が生じる。一方で、ルーベンスに比べ、レンブラントの方がより写実に徹している。それは、十字架の上でキリストの手に打たれた釘を抜く男、失神した聖母の姿に見られる。
本作は、当時28歳であったレンブラントがカラヴァッジョ流のキアロスクーロを完全に習得していることを物語る。画面の照明は非常に精緻なもので、何人かの人物像に当てられることにより、人々をいくつかの集団に分けている。光の強さは非常に多様である。最も明るく輝いている部分はキリストの身体であり、それが画面の焦点になっている。一方、最も暗い部分は、光の当たっていない、ほとんど黒色の背景である。場面は夜に設定されているため、さまざまな松明とロウソクが人物に光を投げかけている。異なる種類の松明とロウソクが異なる強さの光を生み、それが主に3つの人々の集団を照らし、まとめている 。その3つの集団とは、キリストと彼を十字架から降ろす人々、埋葬用の布と思われるものを広げている女性たち、そして聖母マリアと彼女に付き添う人々である。この照明の用い方は作品に秩序を生み出しているようであり、すでに起きた出来事、次に起きる出来事、そして、それら出来事が人々に与える影響を明らかにしている。
レンブラントは、しばしば宗教的場面と図像を絵画に描いた。彼の家はきわめて富裕で、父親は製粉業者、母親はパン屋の娘であった。レンブラントは多くの聖書主題の作品を制作したが、成長期に教会に行っていたわけではない。母親はカトリック教徒で、父親はオランダ改革派の信者であった。とはいえ、レンブラントが教会に所属していたという証拠はない。レンブラントが若かった時代、および画業初期の時代に、オランダにはプロテスタント改革にまつわる三番目の大きな宗教的変革が起きていた。この三番目の変革の後には、カトリックのイエズス会によるカトリック信仰を再燃させる大きな運動が起こった。しかし、カトリック教徒の数は減少し、プロテスタントの移民の流入によりカトリックの時代は終わり、今日まで続く正統派のカルヴァン主義が興隆した。レンブラントが本作の場面を選択したのは、カトリックとプロテスタント双方の信条に関係している。